# Ceratostylis ficinioides
Ceratostylis ficinioides är en orkidéart som beskrevs av Rudolf Schlechter. Ceratostylis ficinioides ingår i släktet Ceratostylis och familjen orkidéer. Inga underarter finns listade i Catalogue of Life.